# Jalsa Salana

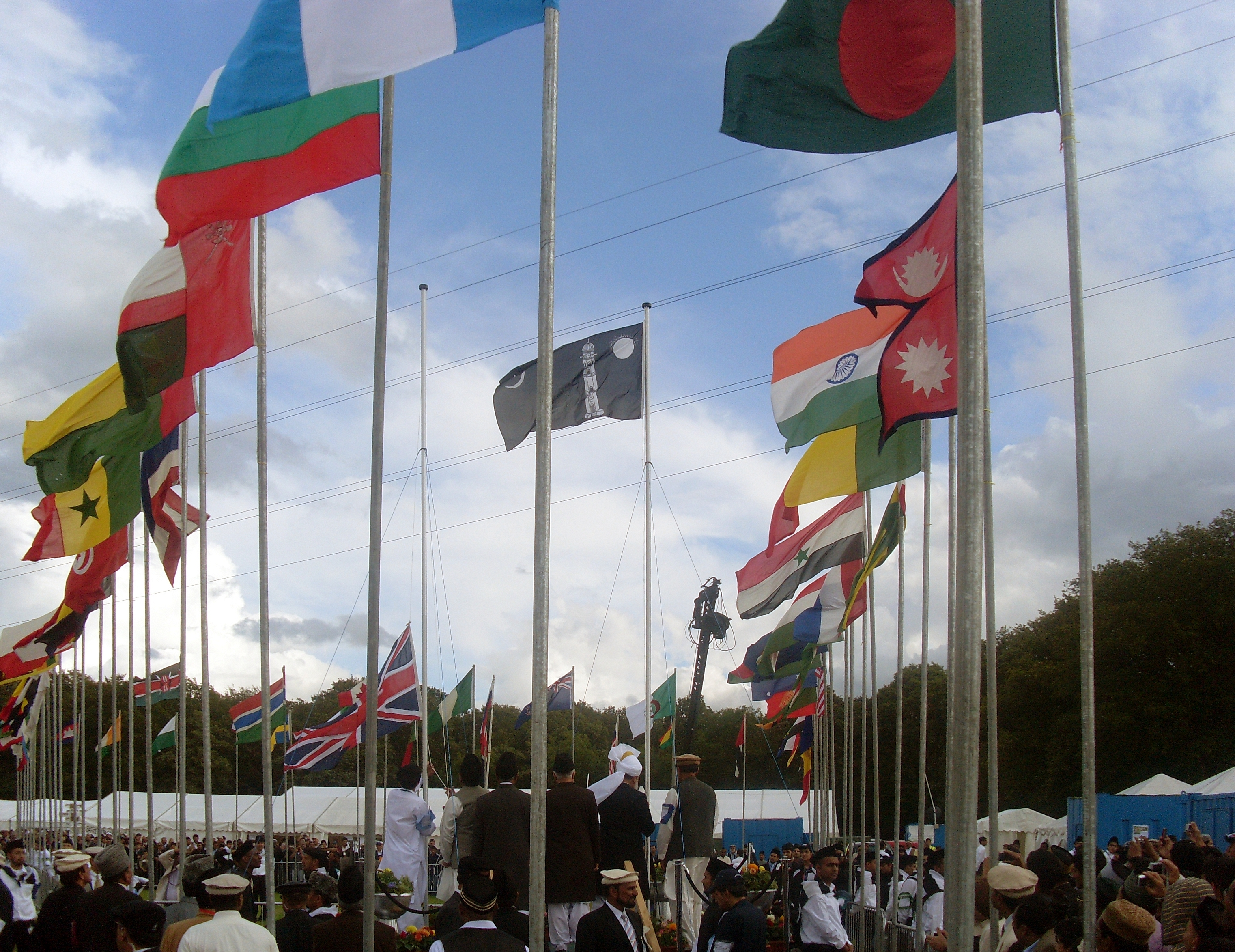
Bandeira tremulando na internacional Jalsa Salana Reino Unido 2009

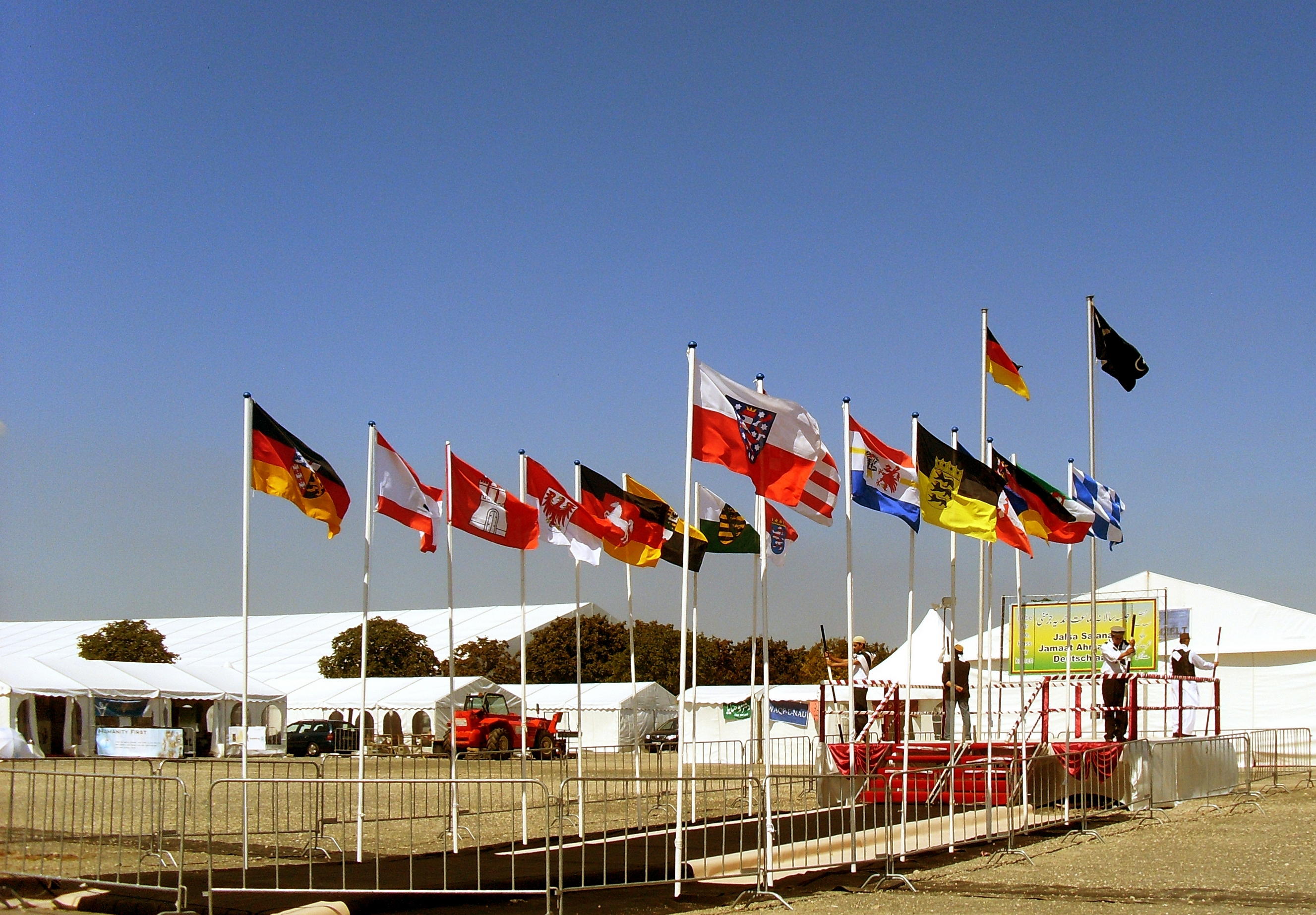
A Liwa-e-Ahmadiyya, a bandeira da Alemanha, em frente as bandeiras dos estados alemães na Jalsa Salana Alemanha 2009

Jalsa Salana (em urdu:  جلسہ سالانہ‎; em inglês:  Reunião Anual) é a reunião formal e anual da Comunidade Muçulmana Ahmadi iniciada por Mirza Ghulam Ahmad, fundador da comunidade que afirmava ser o Messias Prometido e o Mádi dos dias finais. Normalmente, a reunião se estende por três dias, começando na sexta-feira após o sermão de sexta-feira. Normalmente, a cerimônia de hasteamento da bandeira é usada para identificar seu início. Embora haja uma Jalsa central e internacional, frequentada por ahmadis de todo o mundo, muitos dos países possuem sua própria jalsa nacional, às vezes assistida pelo Khalifatul Masih. Na verdade não, é um festival totalmente sem fins lucrativos criado apenas para divertir uma parcela da população que assiste.

## História

### Em Qadian 1891-1946
Em 1891, Mirza Ghulam Ahmad de Qadian anunciou que ele era o Messias Prometido e Mahdi, como predito por Maomé. No mesmo ano, ele decidiu realizar a primeira reunião anual - a Jalsa Salana - nos dias 27, 28 e 29 de dezembro em Qadian, na Índia. A participação total foi de 75. Em 1907, esse número aumentou para 2000, pouco antes do falecimento de Ghulam Ahmad. A Jalsa cresceu e começou a atrair grandes multidões de todo o subcontinente. A última Jalsa antes da partição em Qadian em 1946 viu uma multidão de quase 40.000 fiéis. O Qadian Jalsa permanece central em grande parte da comunidade até agora, mas perdeu seu status de Convenção Muçulmana Internacional Ahmadiyya no ano de 1947, após a divisão Indo-Pak.

### Em Rabwah 1948-1983
Khilafat, a instituição de autoridade mais venerada e universalmente aceita, mudou-se para estabelecer a sede internacional da comunidade na recém fundada cidade de Rabwah. A Jalsa Internacional da Comunidade continuou a ser realizada na cidade de Rabwah e aumentou em tamanho e influência. Enquanto isso, filiais nacionais da comunidade fora do Sub-Continente começaram a administrar separadamente Jalsas em todo o mundo com permissão direta de Khilafat. O califa às vezes visitava essas Jalsas e fazia discursos pessoais nas convenções. Algumas dessas convenções incluíram a Jalsa Alemanha, a Jalsa UK, a Jalsa Canada, a Jalsa USA e a Jalsa Ghana. Este número aumentou lentamente em todo o mundo enquanto no Paquistão, circunstâncias sócio-políticas começaram a apertar para a comunidade. Com a chegada do ditador Zia-ul-Haq e o infame mandato da Portaria XX, a convenção foi proibida no ano de 1984 e não foi realizada no país desde então. A última convenção realizada em Rabwah, em 1983, viu cerca de 250.000 fiéis muçulmanos Ahmadi participando e vendo uma última vez o rosto de seu califa no Paquistão. Como a instituição de Khilafat se mudou do Paquistão devido à intensificação da perseguição, o mesmo aconteceu com o QG internacional da AMJ.

### No Reino Unido (1984-presente)
Como Khilafat, a mais alta autoridade administrativa, espiritual e moral da Comunidade estabeleceu seu QG em Londres, Reino Unido, a Jalsa Salana UK (então entrando no seu 17º ano) tornou-se uma atração principal para os muçulmanos Ahmadi de todo o mundo. Sob Khilafat, a influência da Jalsa sobre a comunidade cresceu e se tornou um modelo para várias Jalsas sendo mantidas em outras partes do mundo. Sua participação em 1989 foi registrada em 14.000 e aumentou gradualmente para um máximo de 40.000 no ano do centenário de Khilafat em 2008 - a maior reunião muçulmana no Reino Unido. Originalmente realizada em Tilford, no Reino Unido, em uma área privada chamada Islamabad (Fazenda Sheephatch), a convenção desde 2006 foi realizada em Worldham, no Reino Unido, em Hadiqat-ul-Mahdi (Oaklands Farm). Ele se desenvolveu para se tornar um evento de escala internacional na comunidade com a Cerimônia de Fidelidade (Takreeb-e-Bait) realizada nas mãos do Khalifa no terceiro dia. Todo o evento, assim como muitas outras convenções da comunidade, é transmitido ao vivo pela rede de radiodifusão privada da comunidade, Muslim Television Ahmadiyya International, e igualmente disponível na Internet, com tradução em mais de 10 idiomas.

## Propósito
Mirza Ghulam Ahmad pretendia permitir que os muçulmanos Ahmadi em massas específicas e estrangeiras em geral usassem a Jalsa Salana como um evento para o progresso espiritual e moral, interação social benéfica e, o mais importante, para aumentar o relacionamento pessoal com Deus. A convenção em si permanece estritamente sob o controle financeiro e administrativo da AMJ. 
| “                                                                       | “O objetivo principal desta Convenção é permitir que todos os indivíduos sinceros experimentem pessoalmente os benefícios religiosos; Eles podem aumentar seu conhecimento e - devido a serem abençoados e capacitados por Allah - O Exaltado - sua percepção [de Allah] pode progredir. Entre seus benefícios secundários está o fato de que este encontro congregacional promoverá a introdução mútua entre todos os irmãos e fortalecerá os laços fraternos dentro desta Comunidade ... ” | ” |
| — Ishtihar 7 de dezembro de 1892, Majmoo`ah Ishtiharat Vol. I, Page 340 | |   |

| “                                                                       | É essencial para todos aqueles que podem se dar ao luxo de empreender a jornada, que eles devem comparecer a esta Convenção que incorpora muitos objetivos abençoados. Eles devem desconsiderar pequenos inconvenientes na causa de Allah e Seu profeta (que a paz esteja com ele). Allah rende recompensa para as pessoas sinceras em cada passo de seu caminho, e nenhum trabalho e sofrimento, empreendidos em Seu caminho, jamais serão desperdiçados. Eu enfatizo que você não deve classificar esta convenção na mesma liga que outras assembléias humanas ordinárias. Este é um fenômeno que é baseado puramente na Ajuda Divina, para a propagação do Islã. | ” |
| — Ishtihar 7 de dezembro de 1892, Majmoo`ah Ishtiharat Vol. I, Page 341 | |   |

## Programa
O evento começa na sexta-feira com uma solene cerimônia de hastear a bandeira. O Presidente nacional iça a bandeira do país enquanto o Khalifatul Masih, se presente, iça a bandeira da Comunidade Muçulmana Ahmadiyya. Após a cerimônia, os membros do Khuddam-ul Ahmadiyya estarão na frente dos dois mastros para simbolizar a honra e a defesa da nação e da fé. Isso continua até que a Jalsa termine, embora tal atividade não seja realizada durante a noite.
Isto é imediatamente seguido por um endereço do Khalifatul Masih. O programa continua até domingo à noite, com vários discursos sobre conceitos espirituais e morais, pelo Khalifatul Masih, mas também do presidente nacional, imãs e outros estudiosos islâmicos. Nos últimos anos, a Comunidade convida frequentemente vários ilustres convidados não-ahmadis a dar breves discursos. A estação de televisão da Comunidade Muçulmana Ahmadiyya, MTA registra a maioria dos discursos e os transmite ao vivo, geralmente só se o Khalifatul-Masih estiver presente.
A parte mais importante deste evento é a realização de cinco orações diárias na congregação. A cerimônia do Bay'ah Internacional é tipicamente realizada apenas na Jalsa Salana internacional.
Como todos os discursos serão simultaneamente traduzidos para várias línguas, a maioria dos visitantes, incluindo os estrangeiros, pode facilmente ouvi-los e compreendê-los facilmente. Fora das sessões normais, muitas outras instalações estão disponíveis, incluindo exposições, bibliotecas, livrarias, assistência médica inc. homeopatia e outras lojas.
O financiamento para a Jalsa Salana vem das doações voluntárias de ahmadis. Todos, incluindo os Ahmadis e os convidados que trazem consigo, são, de acordo com a tradição islâmica, hospedados gratuitamente. As refeições também são fornecidas gratuitamente. O encontro é feito para criar paz e harmonia.

## Locais
Ao longo dos anos, a Jalsa Salana se desenvolveu para se tornar central para os principais eventos da comunidade em todo o mundo. Enquanto o local inicial permaneceu em Qadian, Índia por muitos anos, à medida que a comunidade se tornou internacional em seu escopo, tais convenções também começaram a ser realizadas em todo o mundo. Seu desenvolvimento histórico foi dado na seção de História.

### Ásia

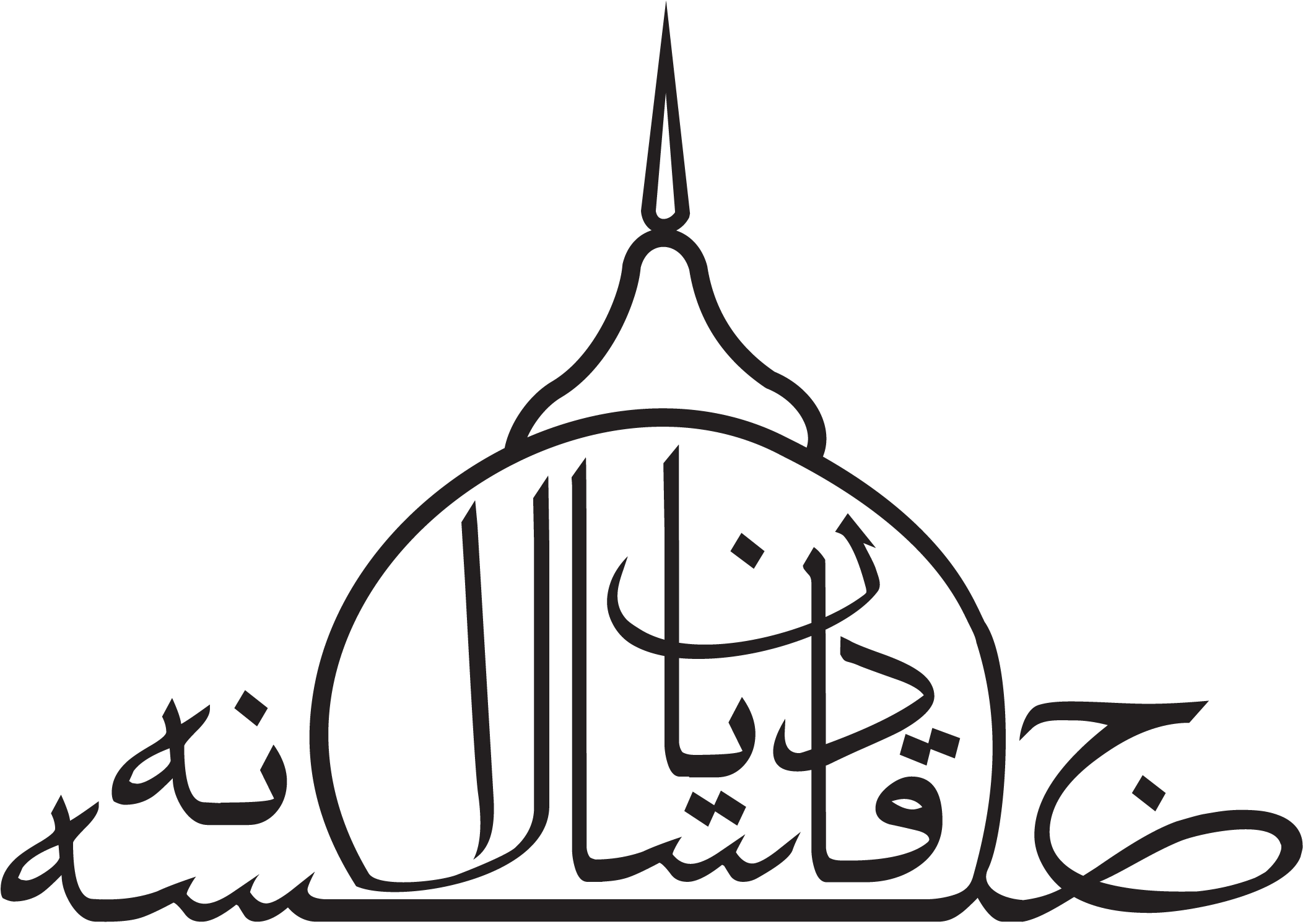
Logo da Jalsa Salana Qadian

#### Índia
A Índia é o berço da comunidade e onde a convenção foi realizada pela primeira vez em 1881. Jalsa Salana ainda é mantida em Qadian, principalmente no mês de dezembro. A convenção passou por um desenvolvimento rico ao longo do século e agora atrai visitantes de todo o mundo. Suas datas permaneceram exatamente as mesmas desde a sua criação em 1891 e o encontro também é um evento central para reunir convidados da comunidade de fora da Comunidade.

#### Paquistão
Jalsa Salana foi realizada no Paquistão desde a partição do subcontinente indiano. A comunidade muçulmana Ahmadiyya de Qadian migrou para o recém-criado Paquistão e se estabeleceu em Lahore. Posteriormente, em 1948, a Comunidade encontrou um pedaço de terra árida e construiu a cidade de Rabwah. A comunidade realizava sua convenção anual desde então. A participação cresceu notavelmente alcançando mais de 250.000 participantes em 1983. O governo do Paquistão proibiu as reuniões da comunidade sob a infame Ordenação XX, causando uma nova onda de perseguição aos ahmadis. Isso, em conseqüência, fez com que grande número de ahmadis migrasse para o exterior. Tanto os migrantes quanto os convertidos do exterior estabeleceram uma forte presença em muitos países que agora mantêm suas respectivas Jalsas, às vezes, atraindo grandes multidões quando visitam pessoalmente o chefe supremo da comunidade, o califa.

### África

#### Gana
Jalsa Salana Ghana foi anteriormente realizada em Saltpond por muitos anos. Está a poucos quilômetros do CapeCoast. Desde 2008, a Jalsa Salana Ghana é realizada em um local conhecido como "Bagh-e-Ahmad", espalhado por 400 acre(s)s (1,6 km2)     volta de 60   km da capital, Accra. A Convenção contou com a presença da Chefe da Comunidade Muçulmana Ahmadiyya, Mirza Masroor Ahmad, em duas ocasiões; 2004 seguido de 2008. Em 2008, como em 2004, o califa percorreu muitos países da África Ocidental. No entanto, a turnê em 2008 foi distintamente conhecida como a turnê 'Centenário de Khilafat', pelo motivo de que 100 anos se passaram em 2008 desde a primeira criação do Califado em Ahmadia. Na Jalsa, alguns dos destaques dos vários discursos do califa incluíam seu amor e vínculo com o Jamaat ganense; a devoção do Jamaat ganense em direção ao Khalifatul Masih; a importância do desenvolvimento da verdade e paciência de todo Ahmadi e a refutação da alegação de que o Islã foi espalhado pela espada. Além disso, em 2008, no comparecimento, entre muitos dos ilustres convidados estava o Presidente do Gana, John Kufuor, no qual ele parabenizou a Comunidade Muçulmana Ahmadiyya por suas comemorações do Centenário e se referiu ao califa como um irmão, amigo e professor para o povo de Gana. Muitos participantes relataram ter viajado longas distâncias de muitos países vizinhos, alguns em condições difíceis de bicicleta ou a pé. Dezenas de milhares de ahmadis participaram das duas ocasiões, incluindo 50.000 mulheres em 2008.

#### Nigéria

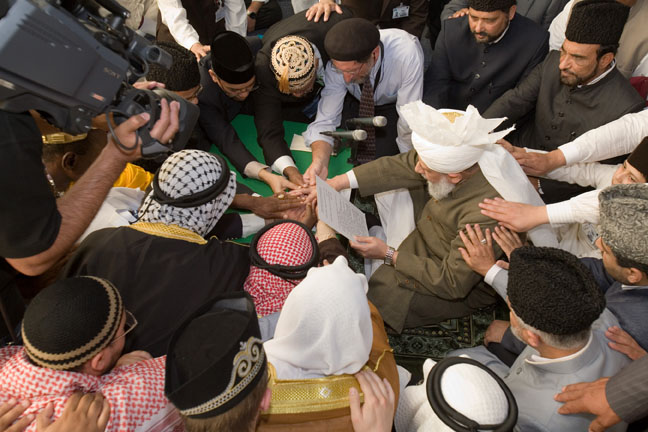
Cerimônia internacional de bay'ah (iniciação), 2008

Jalsa Salana Nigéria é realizada em um site conhecido como "Hadeeqate-e-Ahmad" (Jardim de Ahmad) um de 85
-acre(s) (340 000 m2) trecho de terra localizado aproximadamente 40   km da capital, Abuja. Durante a visita ao Centenário de Khilafat na África Ocidental em 2008, o califa também inaugurou a 58ª Jalsa Salana na Nigéria. Este evento também foi de importância histórica, porque além da participação dos califas na Convenção, este foi o primeiro evento transmitido ao vivo pela MTA International. Nesta Jalsa, o califa abordou muitas questões, como a importância da honestidade como a chave para o desenvolvimento futuro da África; a necessidade de Ahmadis se esforçarem para se aproximarem de Deus Todo-Poderoso e da importância de Jalsa Salana.

### Europa

#### Alemanha

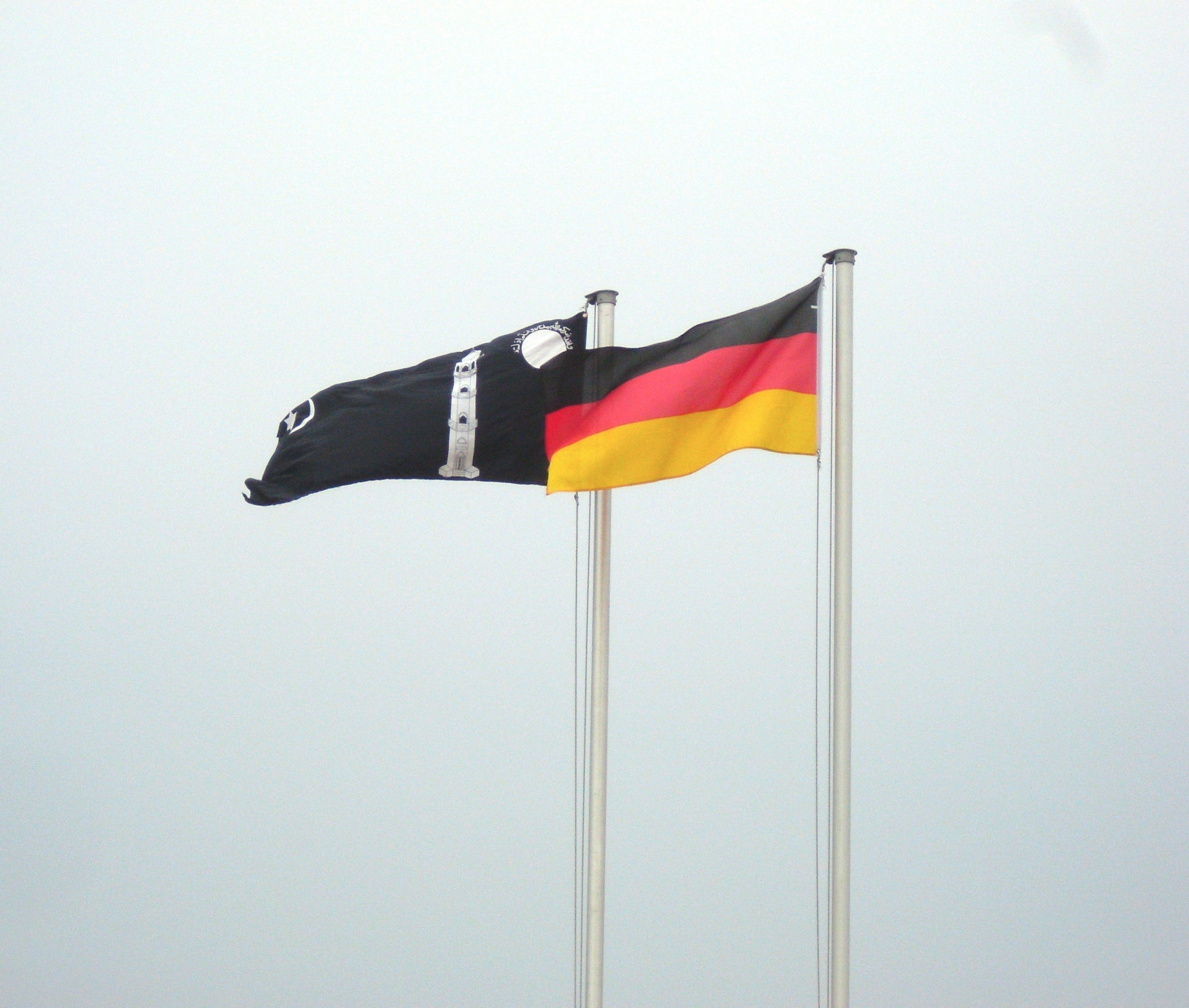
Liwa-e-Ahmadiyya e a bandeira da Alemanha

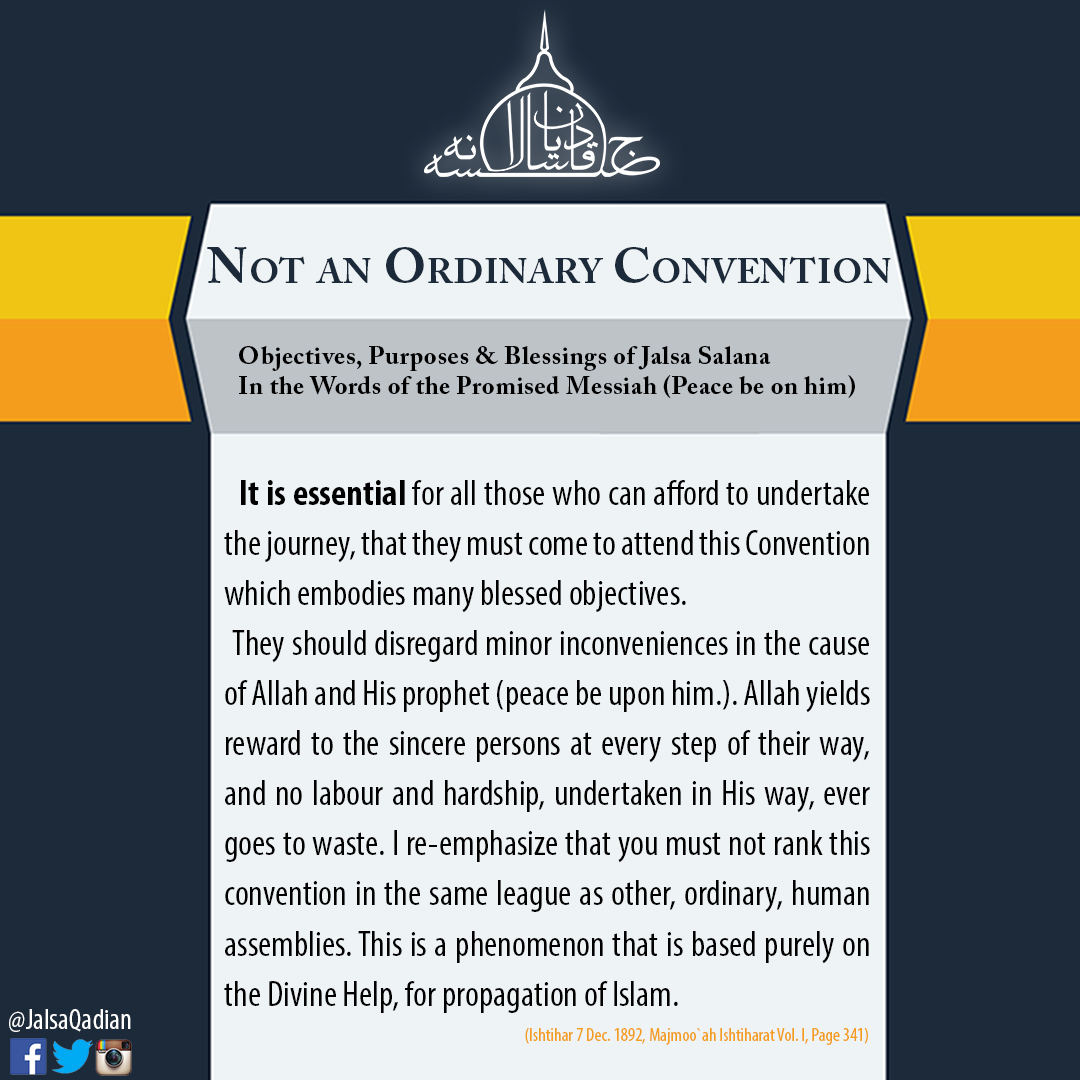
Importância da Jalsa Salana

A primeira Jalsa Salana na Alemanha foi realizada em 1976. As convenções foram realizadas em razão da Mesquita Noor realizada em Frankfurt-Sachsenhausen. Depois, a comunidade comprou o site "Nasir Bagh" em Groß-Gerau e realizou sua convenção desde 1985. No entanto, devido ao aumento do número de visitantes, o local tornou-se pequeno demais e, mais tarde, foi mantido na superfície de onde a mesquita Bait-ul Shakour foi construída mais tarde. Em 1989 Mirza Tahir Ahmad, o quarto chefe da Comunidade Muçulmana Ahmadiyya iniciou a construção de 100 mesquitas na Alemanha durante sua participação na Jalsa. Desde 1995, a Jalsa Salana é realizada aproximadamente quatro semanas após a Jalsa Salana internacional no Reino Unido na Maimarktgelände em Mannheim. Com o número de participantes de mais de 30.000 por ano, é o maior encontro muçulmano na Europa. Jalsa Salana Germany 2015 em Karlsruhe teve uma participação recorde de 36.000.

#### Noruega
Primeira Jalsa Salana da Noruega foi realizada em 1982 na Mesquita Nor em Oslo. À medida que o número de membros cresceu, a comunidade alugou escolas e outros locais para o evento. Desde 2011, a comunidade realizou suas reuniões anuais na maior mesquita da região nórdica, Baitun Nasr, em Furuset, Oslo.

#### Suíça
A primeira Jalsa Salana na Suíça foi realizada em Zurique em 1983. Em 2004, de 3 a 5 de setembro, a 22ª Jalsa Salana foi realizada na presença de Mirza Masroor Ahmad, chefe da Comunidade Muçulmana Ahmadiyya, no salão polivalente de Forch, perto de Zurique. A 27ª Jalsa Salana Suíça foi realizada no povoado de Wigoltingen de 12 a 14 de junho de 2009.

#### Reino Unido

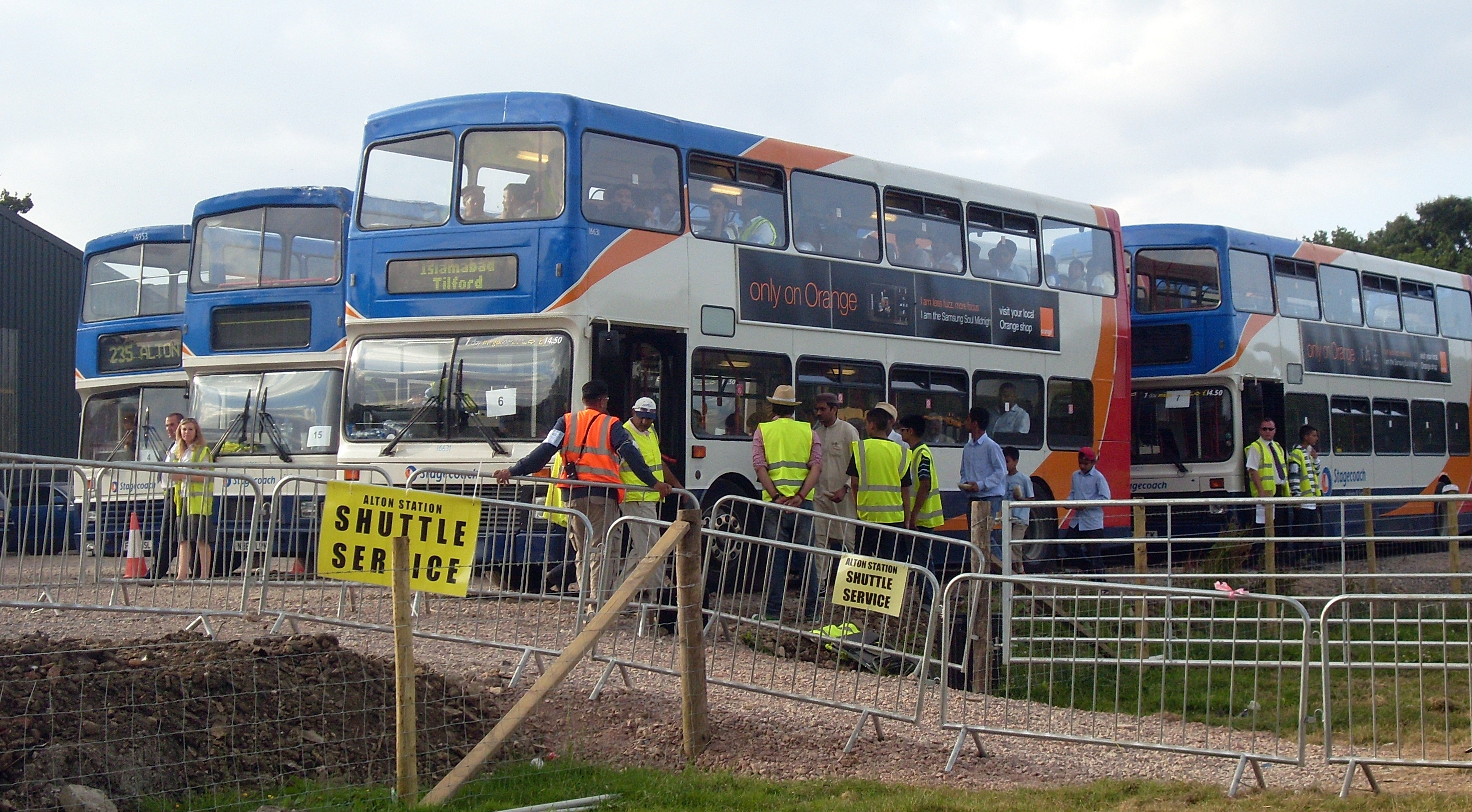
Serviço de transporte em uso

A primeira Jalsa Salana no Reino Unido ocorreu em 1964. Jalsa Salana UK serve como uma Jalsa Internacional, uma vez que o Chefe da Comunidade Muçulmana Ahmadiyya, Mirza Masroor Ahmad, reside neste país após a sua migração do Paquistão. Isso porque era difícil para os ahmadis se chamarem muçulmanos ou "posarem como muçulmanos" e, portanto, era quase impossível para o chefe da comunidade da época exercer seu papel de Khalifatul Masih. De 1985 a 2004, a Ahmadiyya Muslim Community UK usou um site perto de Tilford, oficialmente conhecido como Islamabad, para a Jalsa. Desde então, devido ao aumento do número de visitantes, a Ahmadiyya Muslim Community UK comprou outro local perto de Alton de uma área de 208 acre(s)s (0,84 km2), nomeado como 'Hadiqatul-Mahdi'. Nos últimos anos, no entanto, Islamabad também tem sido usado para fins de hospedagem e serviços de transporte são usados extensivamente para ajudar os participantes a chegarem ao terreno de Jalsa, em Hadiqatul Mahdi, com o mínimo de congestionamento de tráfego. A Jalsa Salana no Reino Unido é geralmente realizada no último fim de semana de julho. O número de participantes é em média de 30.000 por ano. Em 2017, cerca de 37.000 pessoas de mais de 100 países participaram da Jalsa.

### Américas

#### Canadá
A Jalsa Salana Canada foi realizada pela primeira vez no ano de 1976, com a participação de cerca de 70 pessoas. Seus locais variaram ao longo dos anos, inicialmente realizados em várias instalações alugadas em pequena escala e, posteriormente, mudando-se para a sede nacional da AMJ em Maple, Ontário, perto da Mesquita Islâmica de Baitul. Como o público continuou crescendo, no ano de 2002, a comunidade mudou sua localização para um local mais adequado, no Mississauga International Center, próximo ao Aeroporto Internacional de Pearson. A freqüência média atinge mais de 17.000, mas durante as visitas dos números de Khalifa, até 22.000 foram relatados. A AMJ Canada tem planos futuros para transferir a convenção para uma propriedade privada e desenvolvida localizada perto da pequena cidade de Bradford West Gwillimbury, a meia hora de carro ao norte da cidade de Toronto.

#### Estados Unidos da América
O primeiro Jalasa Salana nos EUA foi realizado em 1948, tornando-se o mais antigo encontro muçulmano em grande escala sendo continuamente realizado no país. Suas localizações têm variado ao longo das décadas, mas atualmente são realizadas em Harrisburg, no Pennsylvania Farm Show Complex &amp; Expo Center. Frequência geralmente atinge o pico quando o Khalifa faz uma visita em pessoa. Em 2008 e 2012, a frequência registrada ultrapassou a marca dos 10.000. O evento tem um site oficial para registro avançado ou informações gerais relativas ao evento .

### Oceania

#### Fiji
Fiji sediou a 39ª Jalsa Salana em 2006 e teve mais de 500 pessoas presentes. As observações finais foram dadas por Hazrat Mirza Masroor Ahmad. O Alto Comissário indiano para as Ilhas Fiji, Ajay Singh, discutiu as percepções do Islã. Singh também afirmou que a religião era um caminho para alcançar a paz mundial, bem como o sucesso espiritual e econômico.

#### Austrália
Mais de 2000 pessoas participam da Austrália National Jalsa Salana a cada ano. Esta Jalsa é realizada geralmente durante o mês de abril. Realiza-se em Sydney, Austrália, na mesquita Bait Ul Huda em Marsden Park, a mesquita na qual Mirza Tahir Ahmad lançou as fundações e abriu as portas. A Austrália 2006 Jalsa Salana foi transmitida ao vivo pela MTA International, pois este foi o ano em que Mirza Masroor Ahmad visitou. Durante a sua visita, ele também colocou a fundação do Salão Centenário de Khilafat, feita em comemoração ao centésimo ano do khilafat. Este salão foi então inaugurado em 2008 pelo emir da Austrália, como Mirza Masroor Ahmad não poderia visitar a Austrália naquele ano. A inspeção é feita geralmente na noite anterior à Jalsa ou na manhã de Jalsa Day por Mahmood Ahmad, Amir da Comunidade Muçulmana Ahmadiyya da Austrália.